# KZ Unter den Eichen
Das KZ Unter den Eichen war ein während der Zeit des Nationalsozialismus in Wiesbaden eingerichtetes Konzentrationslager. Von März 1944 bis März 1945 waren hier meist luxemburgische Gegner des NS-Regimes interniert.

## Geschichte
Als Außenlager des KZ Hinzert wurde von den Nationalsozialisten im März 1944 am nördlichen Stadtrand von Wiesbaden in einem Einschnitt der waldreichen Ausläufer des Taunus ein Konzentrationslager errichtet. Der Standort lag in unmittelbarer Nähe zu der damaligen Dienststelle der SS.

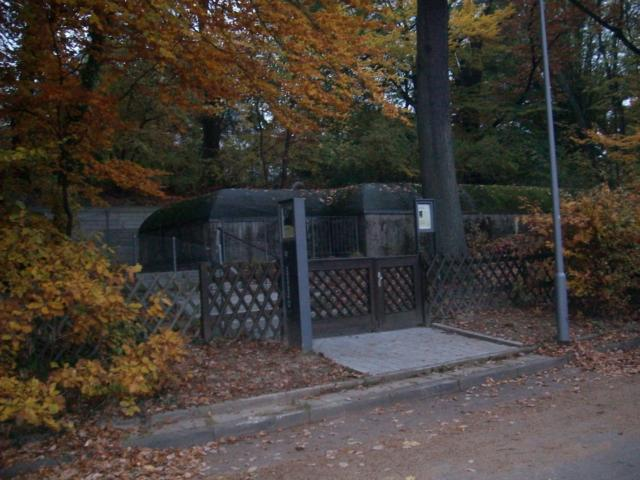
KZ-Gedenkstätte "Unter den Eichen" in Wiesbaden

In dem KZ waren zeitweise um die 100 Menschen interniert, zumeist Luxemburger, die in ihrem Heimatland Widerstand gegen die deutschen Besatzer geleistet hatten.
Die Häftlinge mussten zunächst am südöstlichen Rand des Lagergeländes einen Befehlsbunker der SS errichten. Am 18. Dezember 1944 kamen sechs Insassen bei einem Luftangriff ums Leben. Die wachhabenden Offiziere hatten den Gefangenen mit Waffengewalt das Betreten des Schutzraums verweigert.
Am 23. März 1945 wurde unter dem Eindruck der anrückenden US-Armee das Konzentrationslager aufgelöst und die Häftlinge auf einen Todesmarsch in Richtung Frankfurt am Main geschickt. Der zuständige Kommandoführer, Polizeileutnant Hertert, vereitelte eine Liquidierung, die im inzwischen geräumten Lager Frankfurt-Heddernheim geplant war. Ein Großteil der Gefangenen konnte sich absetzen und sich in Obhut der anrückenden US-Armee begeben. Einige Gefangene konnten schon vorher fliehen und sich bis zum Einmarsch der US-Armee am 28. März 1945 bei Wiesbadener Bürgern versteckt halten.
Seit dem 9. November 1991 befindet sich auf dem Gelände des einstigen Befehlsbunkers eine Gedenkstätte, die durch das Stadtarchiv Wiesbaden betreut wird.